# Балашова Роза Трохимівна
Роза Трохимівна Балашова (до шлюбу — Раїса Матюшкіна) (9 серпня 1927 — 7 лютого 2005) — радянська акторка театру та кіно. Заслужена артистка Української РСР. Народна артистка РРФСР (1982).

## Життєпис
Народилася в сім'ї офіцера РСЧА. В 1944—1948 роках навчалася в Московському міському театральному училищі. Учениця Ст. Ст. Готовцева і Н. К. Свободіна.
Виступала на сцені Воронезького державного драматичного театру, в Одеському драматичному театрі ім. О. Іванова.
З 1962 року працювала в Академічному театрі драми ім. А. С. Пушкіна Санкт-Петербурга (Олександринський театр). Була однією з провідних акторок театральної трупи.
Багато працювала на радіо, на озвученні фільмів.
Друга дружина актора В. П. Балашова, з яким познайомилася на зйомках фільму «Тінь біля пірсу». У 1956 році народила другу дочку Олену, першу, Наталію народилася в 1952 році.
Всього виконала більше 30 головних театральних ролей.

## Театральні роки
1. 1955 — Тень у пирса — Татьяна Ракитина
2. 1957 — Координаты неизвестны — Ксения Тарасовна
3. 1959 — Мечты сбываются — Ольга
4. 1962 — Исповедь — заведующая ЗАГСа
5. 1983 — Мера пресечения — мать Муравьёвой
6. 1986 — Потерпевшие претензий не имеют
7. 2003 — Линии судьбы — эпизод